# Alexander von Bischoffshausen

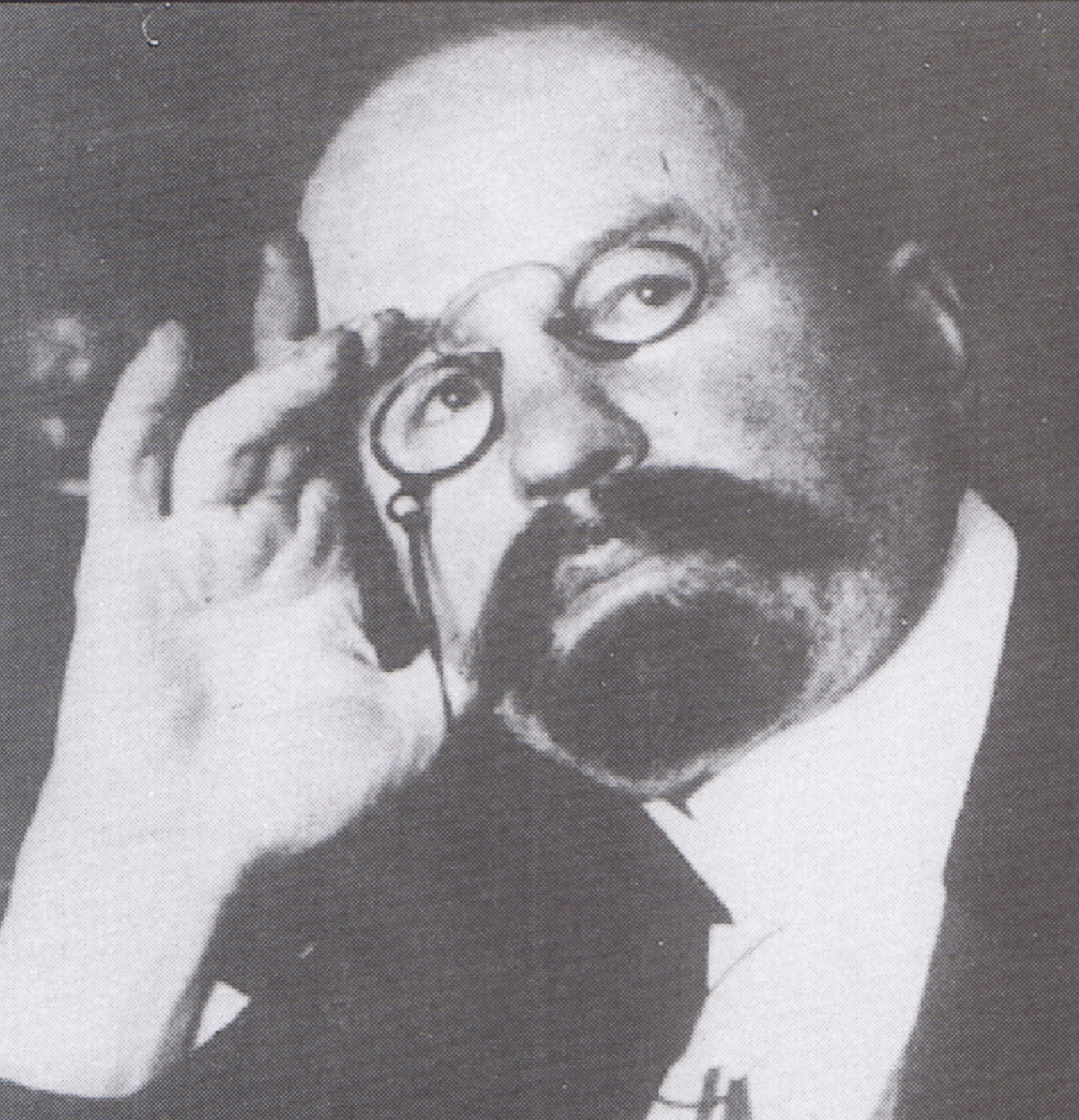
Alexander von Bischoffshausen (1846–1928)

Alexander James von Bischoffshausen (* 26. Oktober 1846 in Hanau, Hessen; † 18. Juni 1928 in Brannenburg, Oberbayern) war ein deutscher Staatsbeamter und Landschaftsmaler. Er war Präsident der preußischen Staatsschuldenverwaltung und betätigte sich nach seinem Ausscheiden aus dem Dienst als Landschaftsmaler.

## Leben
Bischoffshausen entstammte einem Uradelsgeschlecht aus dem heutigen Niedersachsen, das später als Mitglied der althessischen Ritterschaft in Hessen ansässig war. Er war der Sohn des Edwin von Bischoffshausen (1810–1884), preußischer Landesdirektor in Hessen, und dessen zweiter Ehefrau Berta Buderus von Carlshausen (1822–1893). 
Nach dem Besuch des Gymnasiums in Fulda studierte Bischoffshausen Rechtswissenschaften an der Humboldt-Universität zu Berlin. Im Jahr 1862 begann er seine juristische Beamtenlaufbahn im preußischen Staatsdienst als Kammergerichts-Akkurar, 1868 wurde er Kammergerichts-Auskultator. 1873 wurde er Gerichtsassessor und 1878 Regierungsassessor am Polizeipräsidium in Berlin. 
Am 13. Mai 1876 heiratete er Elisabeth Gutike (1853–1929), die Tochter des Generalkonsuls Paul Gutike und der Mathilde Landsberg. Aus der Ehe gingen die Söhne Paul (* 1877) und Reinhard (* 1881) hervor.
Um 1881/82 berief man ihn zum Landrat des Kreises Pinneberg. Zum selben Zeitpunkt (1882) war Bischoffshausen Kandidat der Reichs- und Freikonservativen Partei für das preußische Abgeordnetenhaus. 1889 wechselte Bischoffshausen als Oberregierungsrat zur Bezirksregierung in Schleswig. Im Jahr 1897 wurde er Regierungspräsident des Regierungsbezirks Minden. Im Jahr 1899 wechselte er als Ministerialdirektor und Wirklicher Geheimer Oberregierungsrat in das preußische Ministerium des Inneren. Dort wurde er im Jahr 1900 Unterstaatssekretär und Kommissar bei der Ansiedlungskommission.
Im Jahr 1907 wurde er Präsident der Prüfungskommission für Höhere Staatsbeamte und wurde zum Wirklichen Geheimen Rat mit der Anrede „Exzellenz“ erhoben. Am 31. Dezember 1907 wurde er zum Präsidenten der Hauptverwaltung für Staatsschulden und der Reichsschuldenverwaltung ernannt. Zur Mitte des Jahres 1918 schied er aus dem Staatsdienst aus und widmete sich fortan der Landschaftsmalerei. Er war ordentliches Mitglied des Vereins Berliner Künstler.